# Nazionale maschile di pallavolo delle Figi
La nazionale di pallavolo maschile delle Figi è una squadra asiatica e oceaniana composta dai migliori giocatori di pallavolo delle Figi ed è posta sotto l'egida della Federazione pallavolistica delle Figi.

## Risultati
La nazionale di pallavolo maschile delle Figi non ha mai partecipato ad alcuna competizione.